# Egertenbach
Der Egertenbach ist ein Waldbach im Gebiet der Kleinstadt Vellberg im Landkreis Schwäbisch Hall im nordöstlichen Baden-Württemberg. Nach etwa 2⁄3 km langem Lauf nach Süden mündet er etwa 0,9 km ostnordöstlich des Vellberger Weilers Schneckenweiler am Beginn von dessen Abschnitt in offener Flur von rechts in den Lanzenbach.

## Geographie

### Verlauf
Der Egertenbach entsteht am hohen Südhang des fast bis auf den Bergfuß herab bewaldeten Hackenbergs am unteren Rand einer vom Bergrücken im Verband abgerissenen Großscholle. Er hat zwei Oberläufe.
Der linke Hauptoberlauf beginnt auf etwa 455 m ü. NHN nahe der sich nach Osten hin weitenden Abrisskluft an der Talseite des unterhalb der Scholle entlanglaufenden Hackenbergwegs. Das anfangs recht kleine Bächlein fließt südwärts den Waldhang hinab, anfangs oft geschlungen, teils klingenartig, anderswo zwischen flachen Ufern in etwas sumpfig-quelliger Mulde. Ein unbefestigter Waldweg quert es schon früh. Nach etwa der Hälfte seines Weges tritt eine vom Hackenbergweg herabführende Waldwegsteige in die Mulde, ab dort fließt der Bach weniger naturnah dicht am Weg. Nach insgesamt weniger als 0,5 km langem Lauf vereint er sich auf etwa 400 m ü. NHN mit dem rechten Oberlauf.
Der rechte Nebenoberlauf beginnt am den Hackenbergweg westwärts fortsetzenden Ingerholzweg auf etwa 435 m ü. NHN und fließt südsüdostwärts, weniger geschlungen, aber mangels ihn in seiner Mulde begleitenden Fahrweges meist naturnäher. Auch an ihm gibt es klingenartige und flache, sumpfige Laufabschnitte. Nach über 0,3 km langem Weg fließt er mit dem Hauptoberlauf zusammen. 
Der kurz vor dem Waldrand vereinte Bach fließt deutlich flacher südwärts weiter neben dem Steigenweg, nun bald in einem Weggraben und teils sogar verdolt. Nach gut 150 Metern, meist zwischen Wald linksseits und Wiesenflur rechtsseits, unterquert er an der Einmündung des Steigenwegs in die von Frankenhardt-Spaichbühl nach Schneckenweiler herabführenden L 1064 diese Landesstraße etwa an ihrem eigenen Steigenfuß. Auf der anderen Straßenseite folgt er nochmals etwa halb so lange einem Feldweg zum Mettelberg und fließt dann, wo dieser den Lanzenbach quert, auf etwa 393 m ü. NHN von rechts an dessen Austritt aus seinem Oberlauf-Waldtal in den Lanzenbach ein. Der Lanzenbach läuft von dort an nun durch offene Flur westsüdwestwärts weiter auf Schneckenweiler zu.
Der Egertenbach mündet nach seinem mit dem längeren linken Oberlauf zusammen etwa 0,7 km langem Lauf mit mittlerem Sohlgefälle von etwa 89 ‰ rund 62 Höhenmeter nach dessen Ursprung am Hackenbergweg.

### Einzugsgebiet
Das Einzugsgebiet des Egertenbachs ist knapp 0,3 km² groß. Es gehört naturräumlich zum Teilraum Burgberg-Vorhöhen und Speltachbucht des Unterraums Ellwanger Berge und Randhöhen der Schwäbisch-Fränkischen Waldberge. Der höchste Punkt ganz im Norden auf dem Hochplateau des Heckenbergs erreicht etwa 511 m ü. NHN. Bis auf den vergleichsweise kleinen Mündungszwickel um die Landesstraße ist es bewaldet und völlig unbesiedelt. Es liegt zur Gänze in der Stadtgemarkung von Vellberg, im Osten grenzt es auf einem Wasserscheidenabschnitt an die Gemarkung der Gemeinde Frankenhardt.
Jenseits des Hackenberg-Hochplateaus fließt im Norden der Seebach zum Echtbach, der über den Aalenbach abwärts des Lanzenbachs ebenfalls in die Bühler entwässert, einen Zufluss des Kochers. Am Nordostabfall des Hackenbergs liegt das Quellgebiet des rechten Oberlaufs Buchbach der Speltach, deren Abfluss über die Jagst den Neckar erst nach dem Kocher erreicht. Im Osten konkurriert der Oberlauf des Lanzenbachs vor dem Egertenbach. Im Westen entwässert ein kurzer namenloser Graben den Südhang des sich weit nach Westen erstreckenden Hackenbergs etwas unterhalb zum Lanzenbach.

### Zuflüsse
Liste der Zuflüsse von der Quelle zur Mündung. Gewässerlänge, Einzugsgebiet und Höhe nach den entsprechenden Layern auf der Onlinekarte der LUBW. Andere Quellen für die Angaben sind vermerkt.
Der Egertenbach vereint sich aus seinen beiden Oberläufen auf etwa 400 m ü. NHN kurz vor dem Waldrand zur Flur in der Lanzenbachaue. 
- (Linker Oberlauf), von Norden, über 0,3 km und ca. 0,1 km². Entsteht auf etwa 455 m ü. NHN am Hackenbergweg am Ostende der Abrissscholle.
- (Rechter Oberlauf), von Nordnordwesten, unter 0,5 km und unter 0,2 km². Entsteht auf etwa 435 m ü. NHN am Ingerholzweg nahe dem Westende der Abrissscholle.

## Geologie
Das Einzugsgebiet liegt zur Gänze im Mittelkeuper. Dessen höchste lokale Schicht ist der Kieselsandstein (Hassberge-Formation) auf der Hochfläche des Heckenbergs, darunter streichen am oberen Hang die Unteren Bunten Mergeln (Steigerwald-Formation) und mit Hangverflachung der Schilfsandstein (Stuttgart-Formation) aus. Etwa an dessen Übergang zum darunterliegenden Gipskeuper (Grabfeld-Formation) entspringt der längere linke Oberlauf, der rechte etwas tiefer im Gipskeuper.
Der Bach bleibt im Gipskeuper bis nahe an der Landesstraße, wo er in das eingelagerte Auenlehmband um den Lanzenbach übertritt, in dem er auch mündet. Die erwähnte, recht große und im Verband vom Hackenberg abgerutschte Schichtscholle am oberen Hang liegt größtenteils dem Schilfsandstein auf.

### LUBW
Amtliche Online-Gewässerkarte mit passendem Ausschnitt und den hier benutzten Layern: Lauf und Einzugsgebiet des Egertenbachs

Allgemeiner Einstieg ohne Voreinstellungen und Layer: Daten- und Kartendienst der Landesanstalt für Umwelt Baden-Württemberg (LUBW) (Hinweise)
1. 1 2 3 4  Höhe nach dem Höhenlinienbild auf dem Hintergrundlayer Topographische Karte.
2. ↑  Länge nach dem Layer Gewässernetz (AWGN), ergänzt um ein kleines, auf der Gewässerkarte nicht berücksichtigtes Anfangsstück, das auf dem Hintergrundlayer Topographische Karte abgemessen wurde.
3. 1 2  Einzugsgebiet abgemessen auf dem Hintergrundlayer Topographische Karte.
4. ↑  Natur teilweise nach dem Layer Geschützte Biotope.
5. ↑  Länge abgemessen auf dem Hintergrundlayer Topographische Karte.

### Andere Belege
1. ↑  Wolf-Dieter Sick: Geographische Landesaufnahme: Die naturräumlichen Einheiten auf Blatt 162 Rothenburg o. d. Tauber. Bundesanstalt für Landeskunde, Bad Godesberg 1962. → Online-Karte (PDF; 4,7 MB)
2. ↑  Geologie nach den Layern zu Geologische Karte 1:50.000 auf: Mapserver des Landesamtes für Geologie, Rohstoffe und Bergbau (LGRB) (Hinweise)